# 루이지 카도르나 광장
루이지 카도르나 광장(이탈리아어: Piazzale Luigi Cadorna)은 포로 부오나파르트(Foro Buonaparte) 서쪽 지점 끝에 위치한 밀라노의 주요 광장이자, 밀라노 도시 교통 시스템의 중요한 허브이다.

## 개요
페로비에 노르드 밀라노역의 역사적인 건물은 1956년에 지어졌다. 주로 밀라노-사론노선, 밀라노-아소선과 말펜사 익스프레스의 헤드 스테이션 역할을 했다. 이 건물은 루이지 카도르나 장군에게 헌정된 넓은 광장을 내려다보고 있다. 광장에는 밀라노 지하철의 두 역이 있어 M1 지하철 노선 (빨간색), M2 지하철 노선 (초록색) 및 북부 밀라노 철도 네트워크 사이의 교차로 역할을 한다.
20세기 말의 광장은 가에 아울렌티의 디자인을 기반으로 하는 대대적인 도시 구조 조정을 거쳤으며, 광장 중앙에 거대한 바늘, 실, 밀라노의 근면함과 근면함을 상징하는 매듭은 클라스 올든버그와 그의 아내 코샤 밴 브룽겐의 조각품이다.

## 갤러리

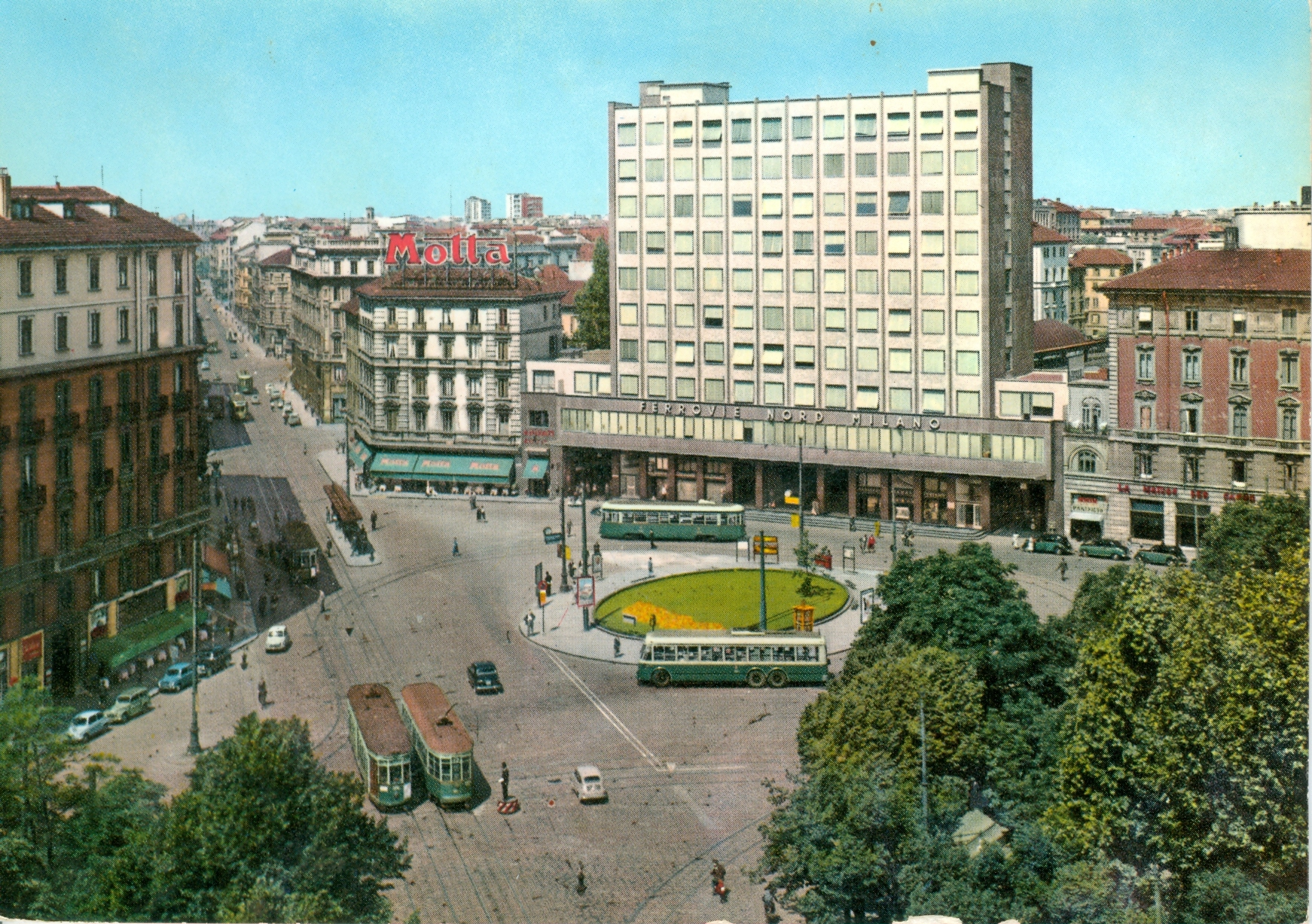
광장, 북철도 건물 건설 직후, 지하철 건설 전
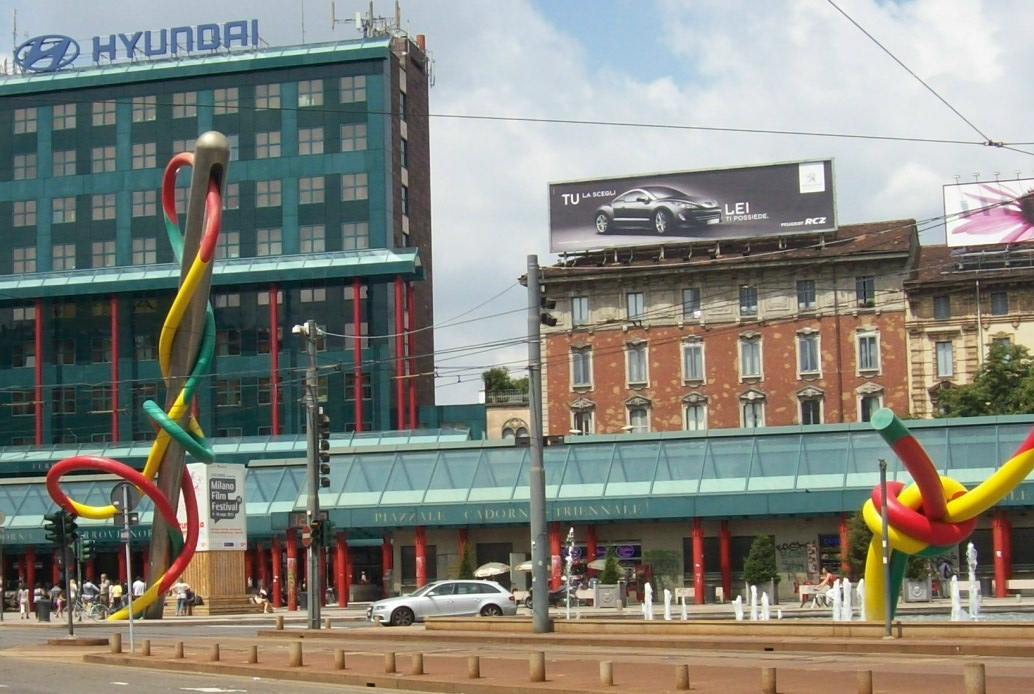
클라스 올든버그와 그의 아내의 작품, 바늘, 실, 매듭

## 같이 보기
- 밀라노 카도르나역
- 카도르나역